# Il cavaliere muto
Il cavaliere muto (Randy Rides Alone) è un film del 1934 diretto da Harry L. Fraser.
È un film western statunitense con John Wayne, Alberta Vaughn e George 'Gabby' Hayes.

## Produzione
Il film, diretto da Harry L. Fraser su una sceneggiatura e un soggetto di Lindsley Parsons, fu prodotto da Paul Malvern per la Lone Star Productions e la Monogram Pictures e girato a Santa Clarita in California. Abe Meyer fu il direttore musicale. Alberta Vaughn sostituì Cecilia Parker. Le riprese subirono un ritardo a causa di motivi di salute di Wayne.

## Distribuzione
Il film fu distribuito con il titolo Randy Rides Alone negli Stati Uniti dal 18 giugno 1934 (première il 5 giugno 1934) al cinema dalla Monogram Pictures.
Alcune delle uscite internazionali sono state:
- nel Regno Unito l'8 aprile 1935
- in Brasile (O Cavaleiro Solitário)
- in Spagna (Randy cabalga solo)
- in Francia (Randy le solitaire)
- in Italia (Il cavaliere muto)

## Promozione
La tagline è: "Fearless--- He Rode the Danger Trail!".